# ゲシュヴァーダー
ゲシュヴァーダー（Geschwader）は、ドイツ語の軍隊の部隊編制単位。主に海軍と空軍で使用され、海軍では戦隊、空軍では航空団と訳される。

## 空軍

### ドイツ国防軍
ドイツ国防軍空軍のゲシュヴァーダー（航空団）は、3～4個のGruppe（グルッペ）で編成され、30～120機の航空機を保有する大規模な部隊であった。。
指揮官はGeschwaderkommodore（Kommodore）と呼ばれ、大佐・中佐級が務めた。
主な航空団には以下がある。
- 戦闘航空団（Jagdgeschwader, JG）：戦闘機部隊。
- 夜間戦闘航空団（Nachtjagdgeschwader; NJG）：夜間戦闘機部隊。
- 駆逐航空団（Zerstörergeschwader; ZG）：駆逐機部隊。
- 爆撃航空団（Kampfgeschwader; KG）：爆撃機部隊。
- 急降下爆撃航空団（Sturzkampfgeschwader; StG）：急降下爆撃機部隊。
- 地上攻撃航空団（Schlachtgeschwader; SG）：地上攻撃機部隊。